# Darío Segovia
Darío Segovia (18 marzo 1932 – 20 gennaio 1994) è stato un calciatore paraguaiano, di ruolo difensore.

## Carriera
Prese parte con la Nazionale paraguaiana ai Mondiali del 1958 e al Campionato Sudamericano del 1955.